# Magnolia cararensis
Magnolia cararensis là một loài thực vật thuộc họ Magnoliaceae. Đây là loài đặc hữu của Columbia.

## Hình ảnh

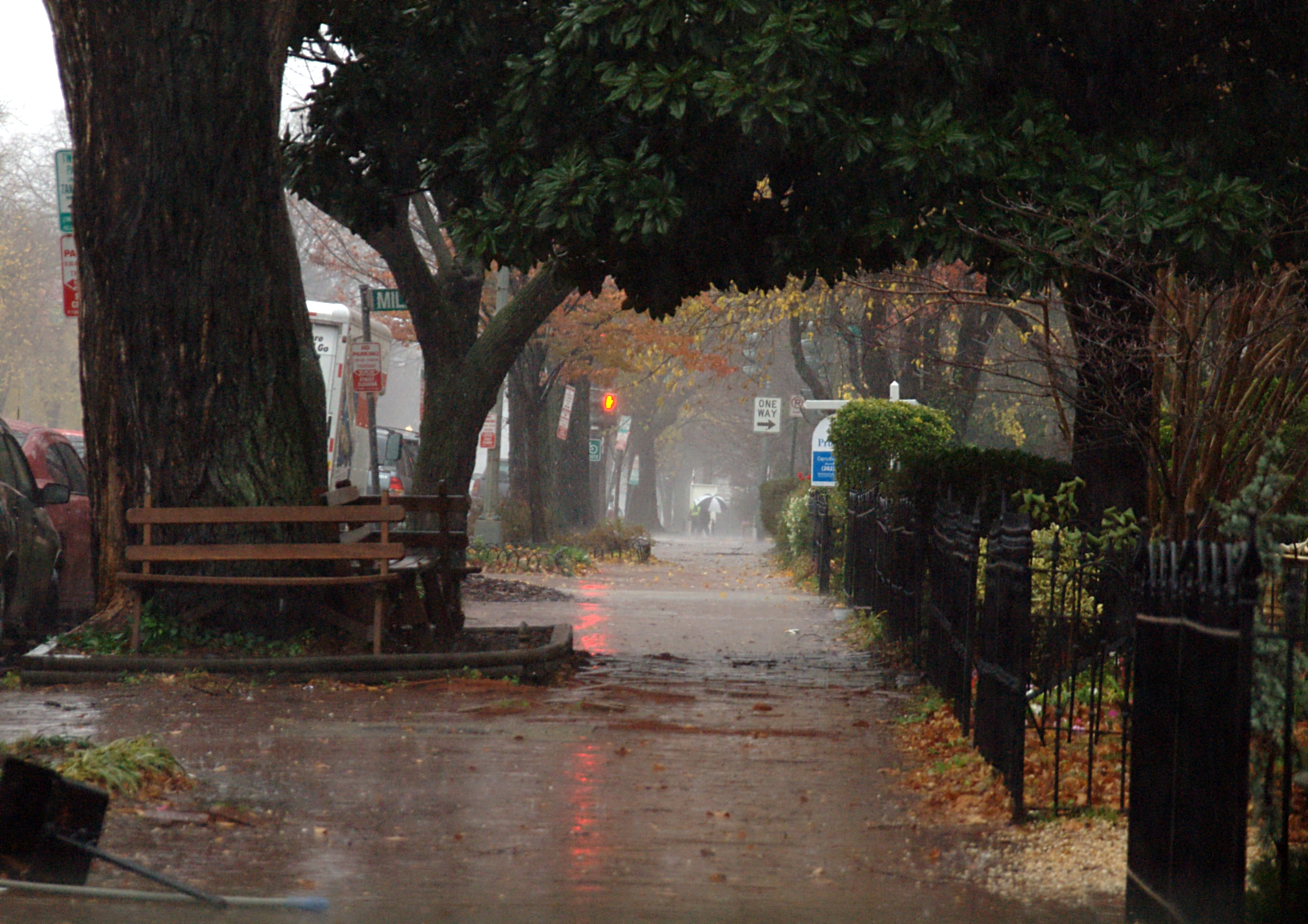
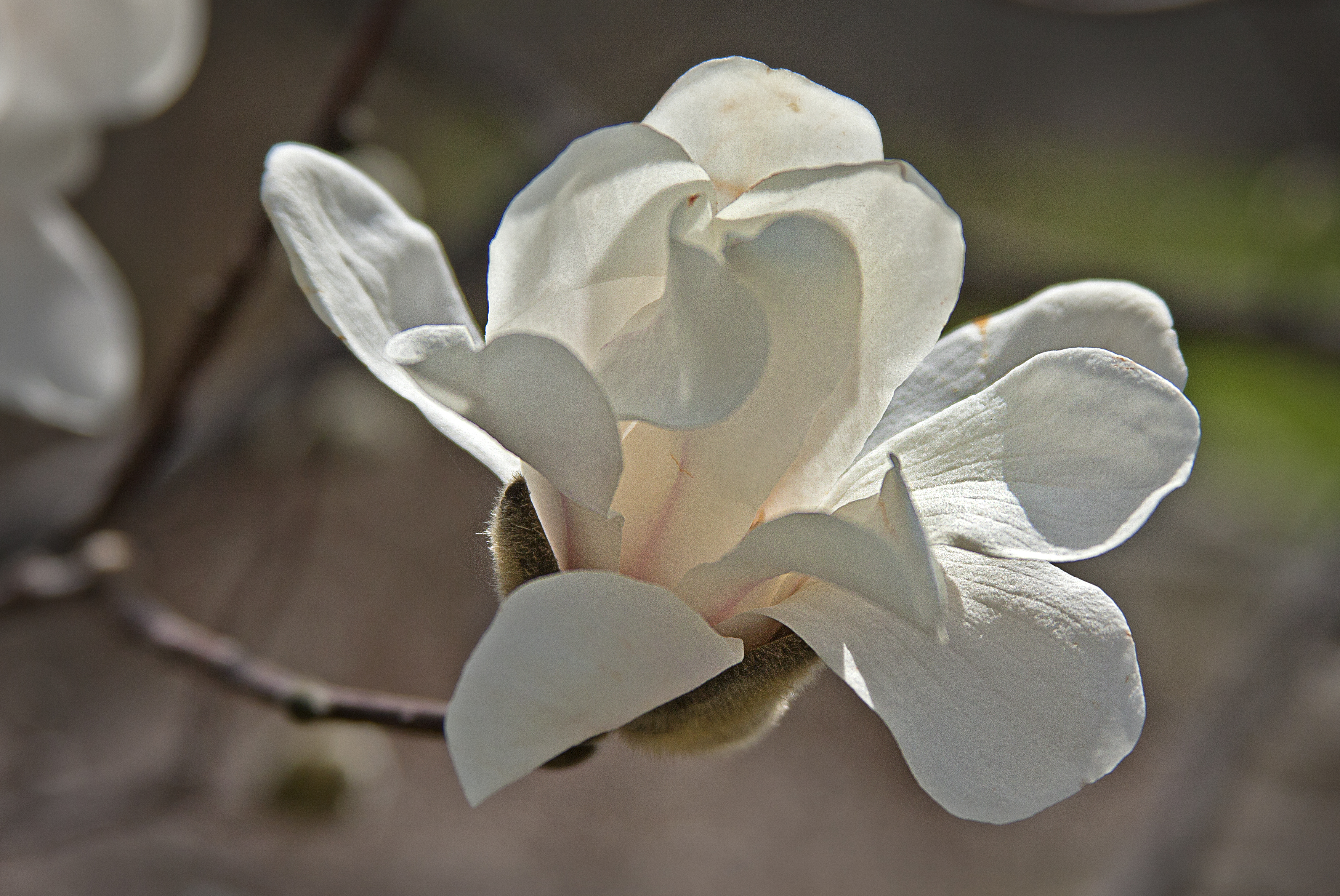
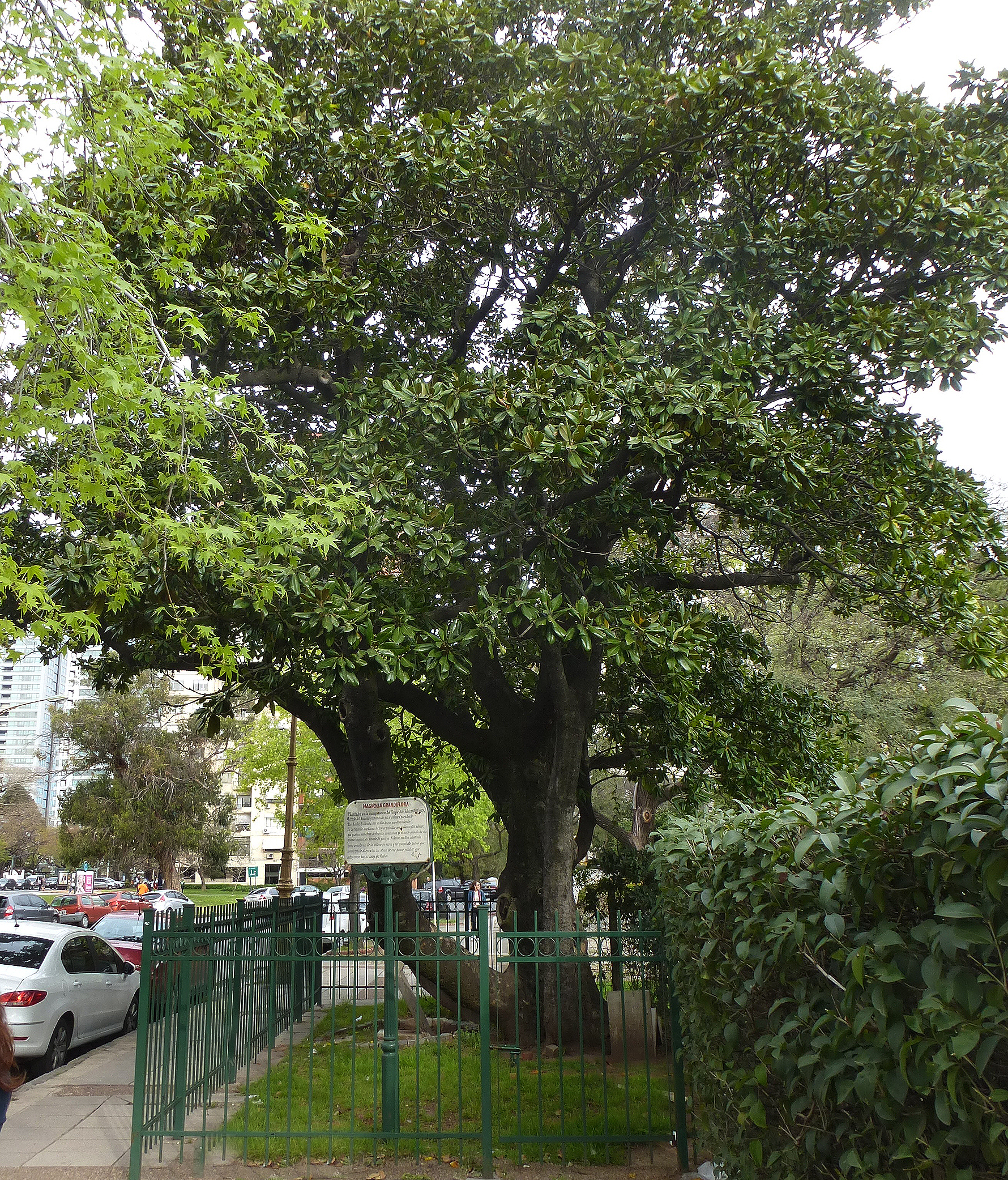
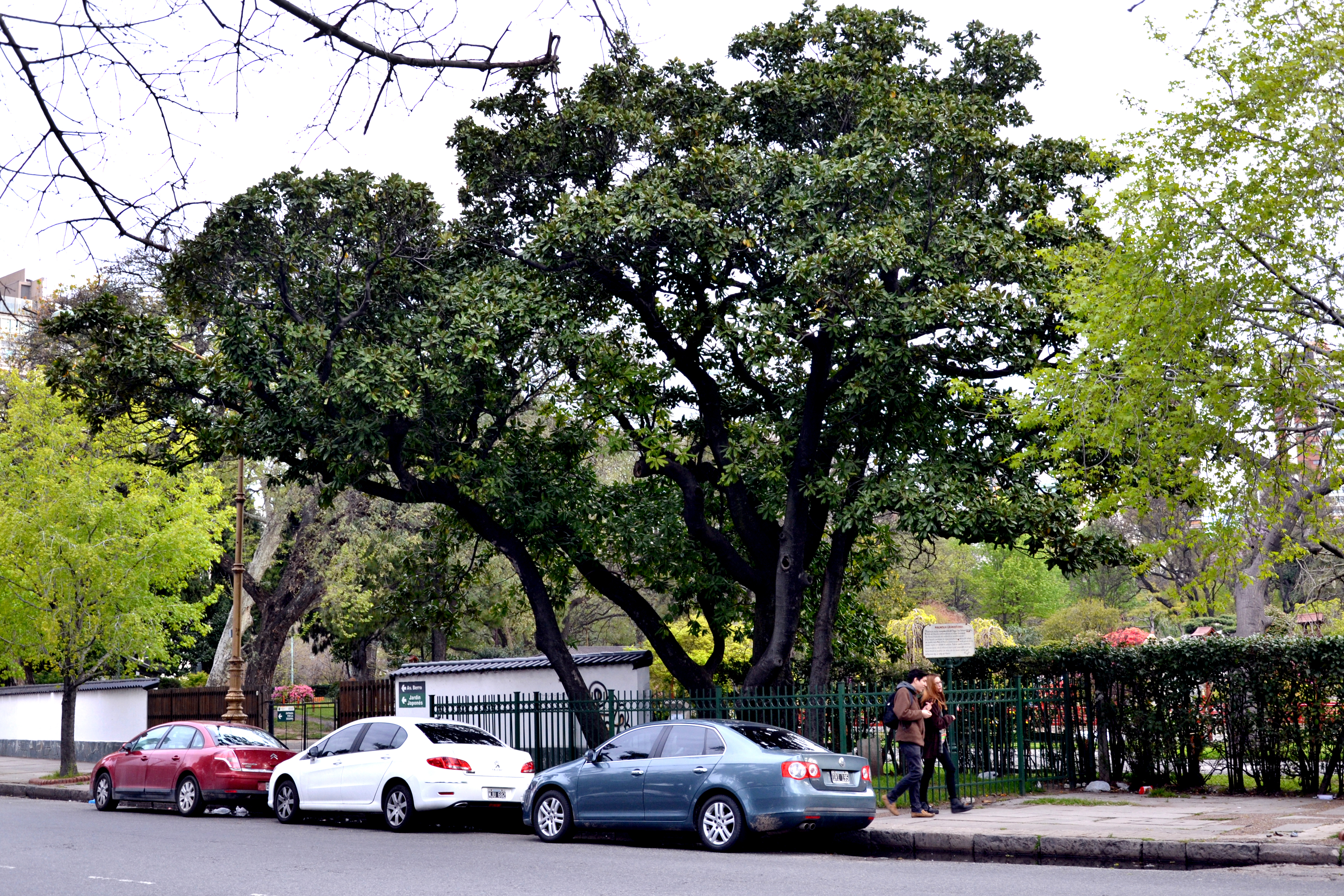